# Vogel- en bloemschildering

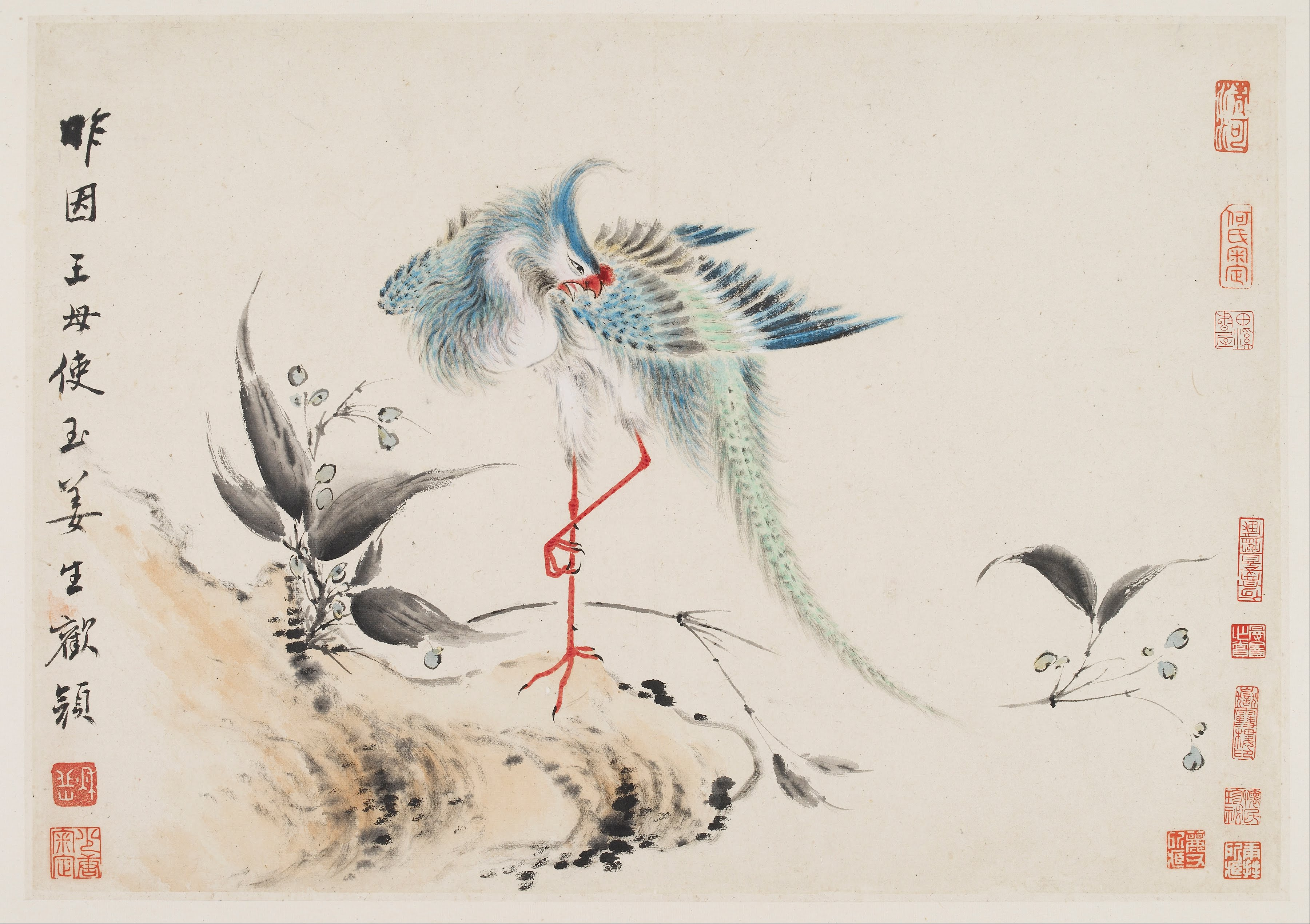
Vogels en bloemen (1747) door Hua Yan

Vogel- en bloemschilderingen (traditioneel Chinees: 花鳥畫, vereenvoudigd Chinees: 花鸟画; pinyin: huāniǎo huà) vormen een apart genre in de Chinese schilderkunst. Volgens de Chinese traditie beslaat het genre "bloemen, vogels, vissen en insecten". Ook andere motieven uit de natuur worden tot het genre gerekend, waaronder huisdieren en niet-bloeiende planten. Zoals bij veel vormen van Chinese kunst, ontstond een Japanse variant, kachō-ga (花鳥画) of kachō-e (花鳥絵) genoemd.

## Geschiedenis

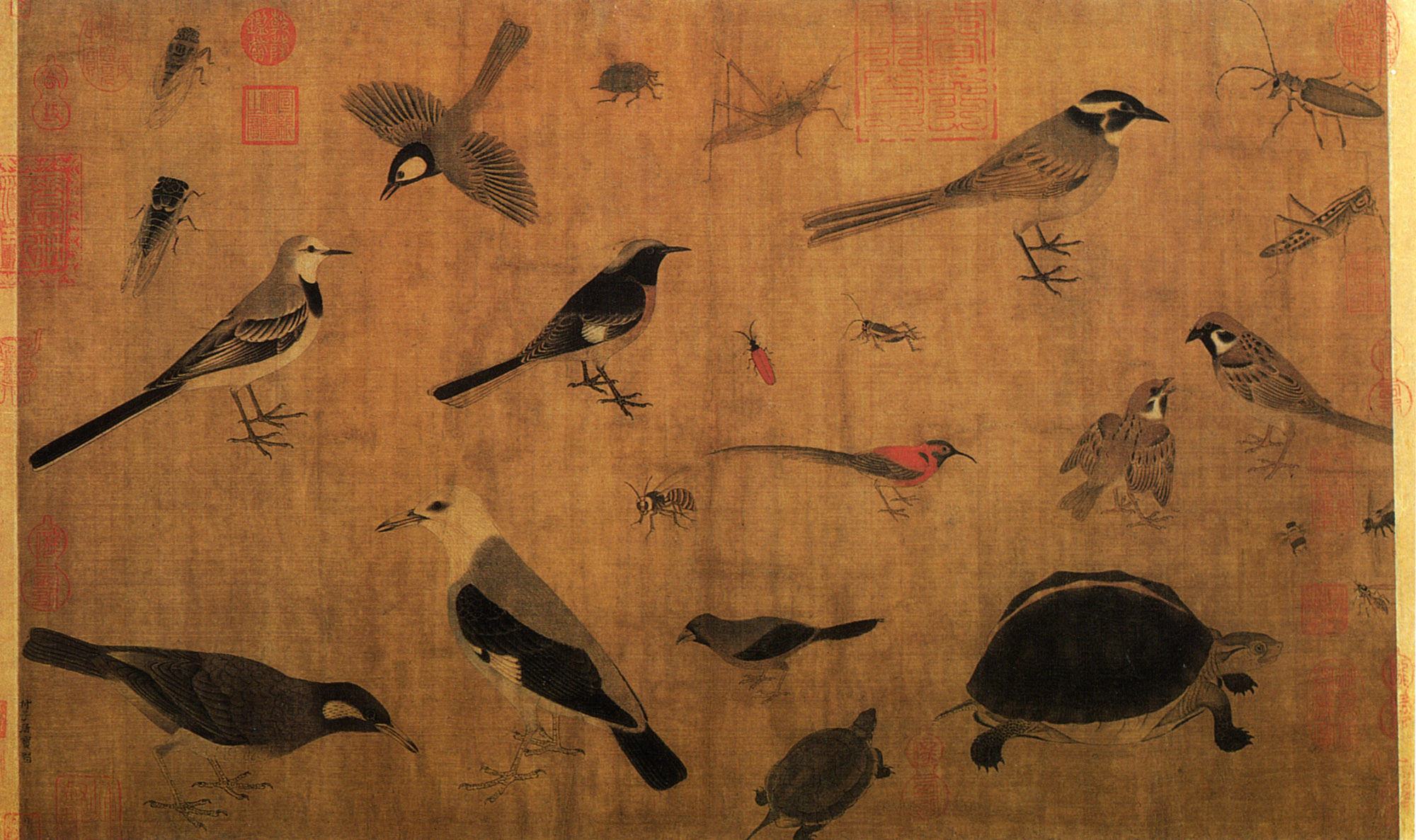
Schetsen van vogels en insecten door Huang Quan

Aan het einde van de Tang-periode (begin 10e eeuw) hadden sommige Chinese kunstschilders zich al gespecialiseerd in het schilderen van bamboe, chrysanten en paarden. Gedurende de periode van de Vijf Dynastieën (907-960) werden vogel- en bloemschilderingen populair onder de literati aan het keizerlijk hof. Twee belangrijke vertegenwoordigers van het genre waren Huang Quan (ca. 900–965) en Xu Xi (937–975). Terwijl het werk van Huang werd gekenmerkt door heldere kleuren uitgevoerd in de precieze gongbi-techniek, maakte Xu naam met zijn vogel-en bloemschilderingen in gewassen inkt en kleur, bekend als de mogu-techniek. Later werden ook vogel- en bloemschildering in gewassen inkt populair. Het genre werd steeds gevarieerder en door een verscheidenheid aan schilders gebruikt, van de perfectionistische hofschilders tot de Acht Excentriekelingen van Yangzhou.
De vogel- en bloemmotieven verschenen in de Japanse kunst rond de Muromachiperiode van de 14e eeuw. De Japanse kunstenaars ontwikkelden een eigen stijl. De motieven deden ook hun intrede bij de 18e-eeuws ukiyo-e-houtdrukkunst. In de twintigste eeuw verschenen de motieven ook bij de shin hanga-kunstenaars uit de Meijiperiode. De eerste Japanse kachō-ga-schilderijen verbeeldden krachtige dieren, zoals draken, feniksen en roofvogels, waar de toenmalige machthebbers, de samoerai, van hielden. Toen in Japan de stedelijke cultuur steeds meer opkwam, veranderde de stijl, en werden lieflijke scenes van dieren en bloemen afgebeeld. Bloemen en vogels werden niet alleen vanwege hun schoonheid geliefd, maar ook door hun symboliek.

## Motieven
Er bestaan een aantal populaire motieven binnen het genre van de vogel- en bloemschilderingen. Een bekend voorbeeld zijn de Drie Vrienden van de Winter (歲寒三友), bestaande uit bamboe, de den en de Japanse abrikoos (Prunus mume). Zij staan als groenblijvende planten symbool voor standvastigheid, doorzettingsvermogen en veerkracht. De Vier Edellieden (花中四君子) is een ander bekend motief en omvat bamboe, bloesem van de Japanse abrikoos, orchideeën en chrysanten. Zij vertegenwoordigen de vier seizoenen. Bamboeschilderingen nemen een eigen belangrijke plaats in in de Chinese kunstgeschiedenis en worden doorgaans als een apart genre beschouwd.

## Voorbeelden

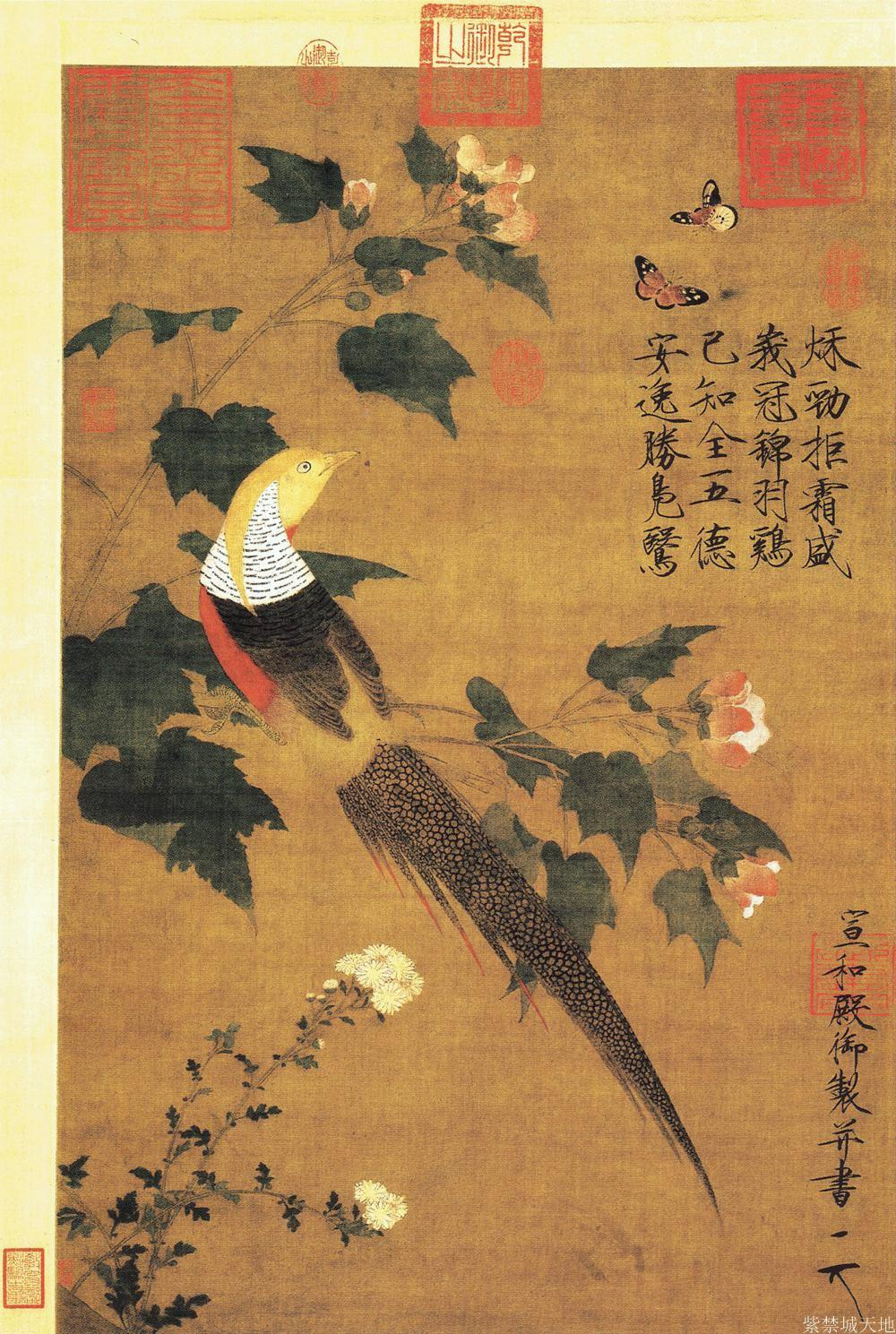
Goudfazant met katoenrozen en vlinders door Keizer Song Huizong
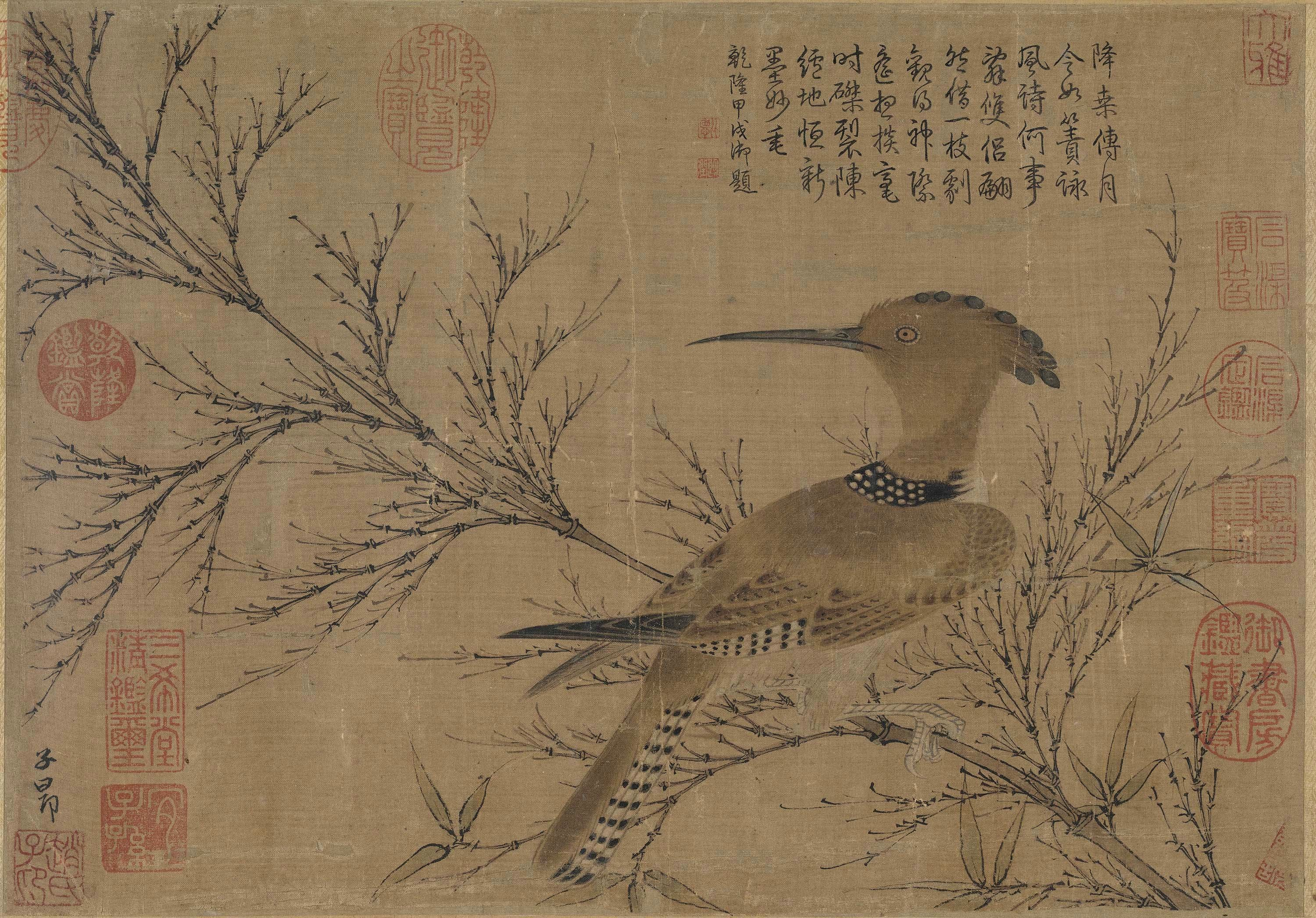
Hop op bamboe door Zhao Mengfu
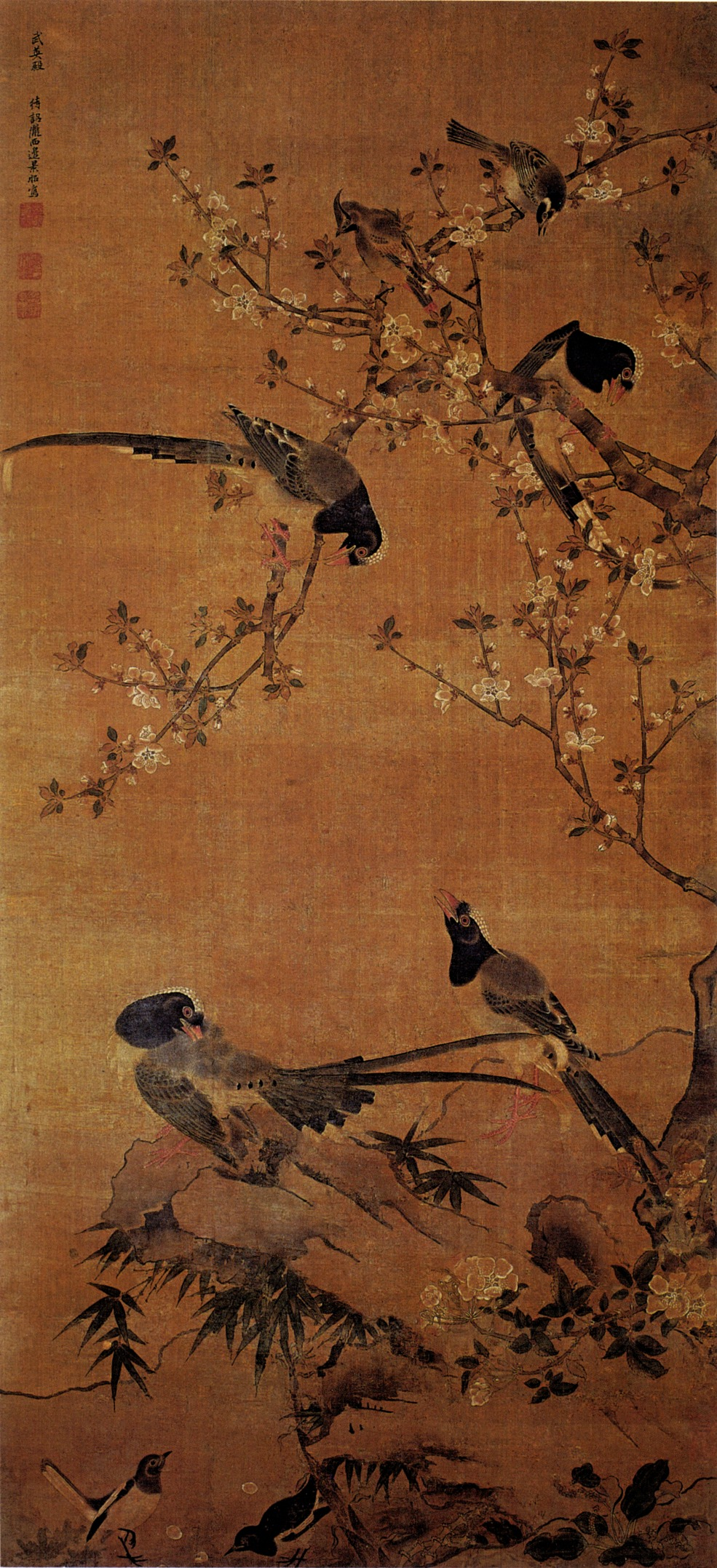
Vogels zwermen samen bij bloemen en bamboe door Bian Jingzhao
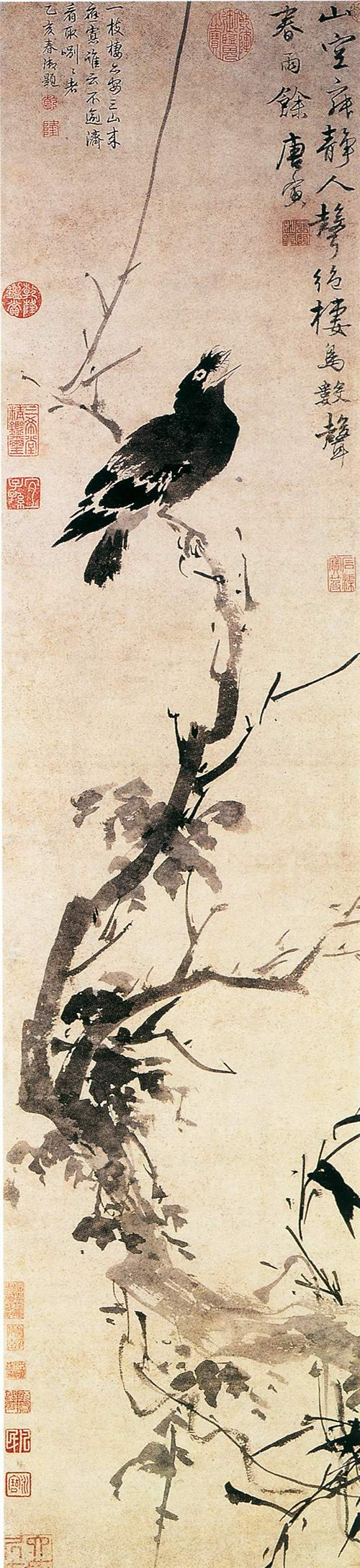
Stille lege berg door Tang Yin
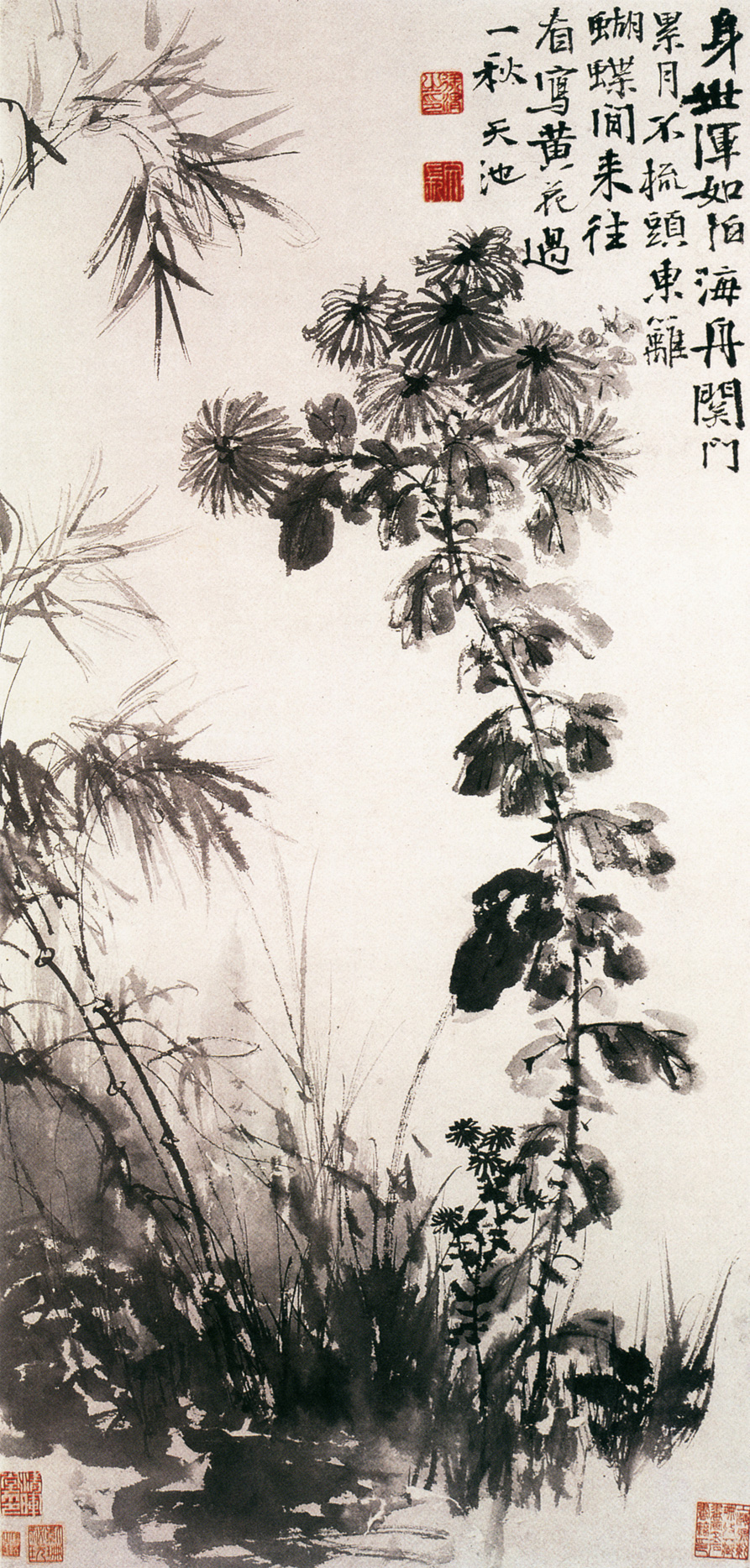
Chrysanten en bamboe door Xu Wei
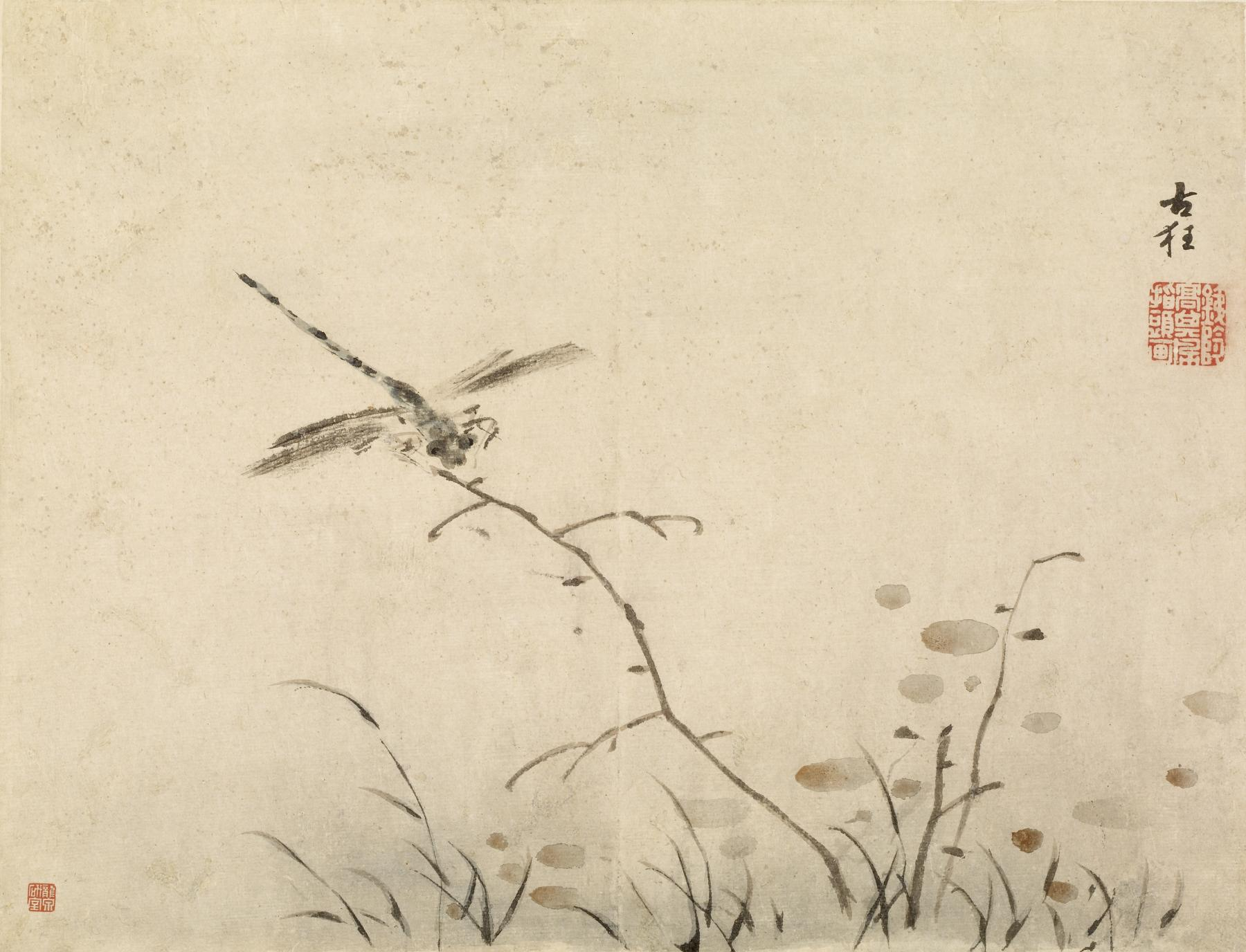
Libel door Gao Qipei
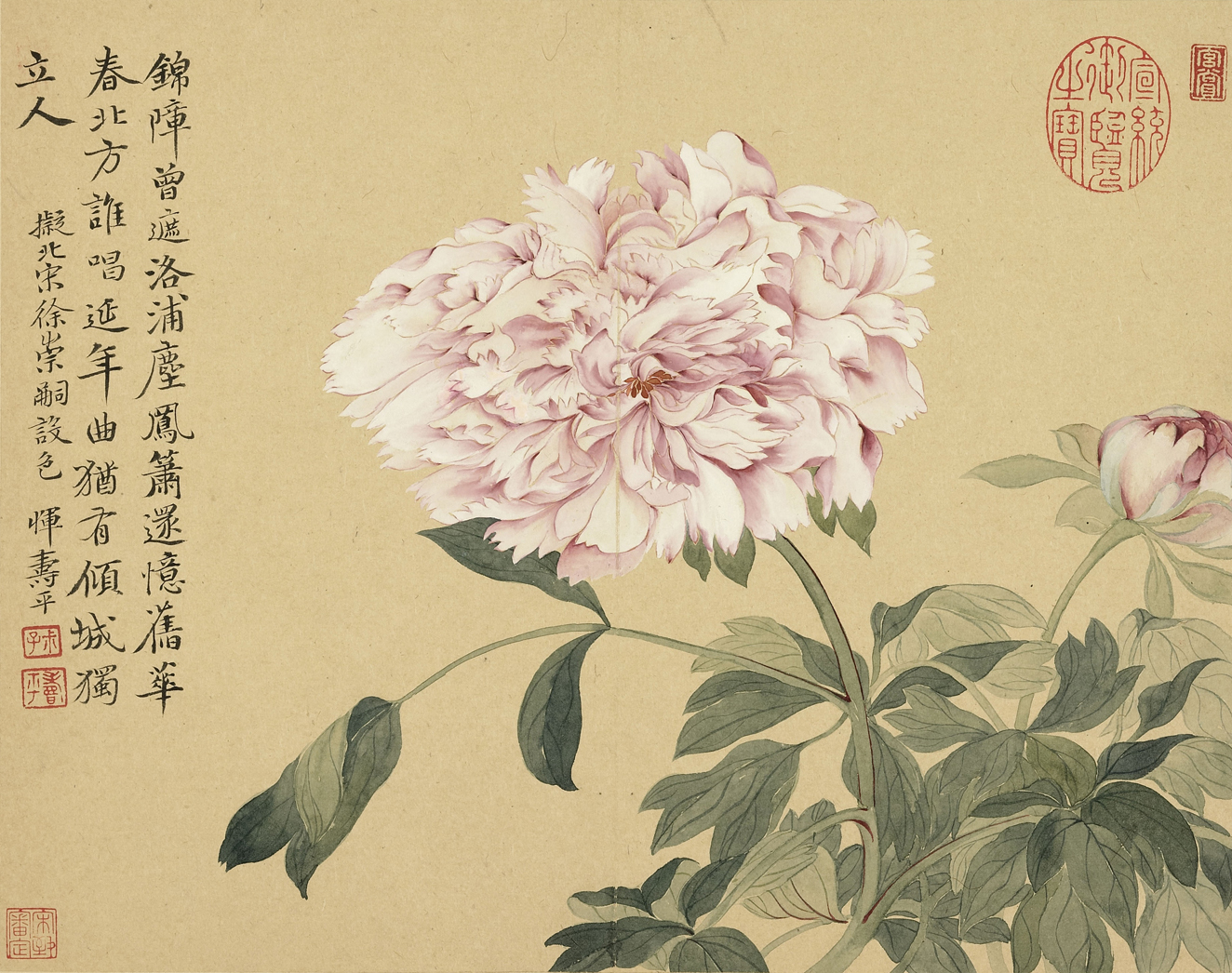
Pioenen door Yun Shouping
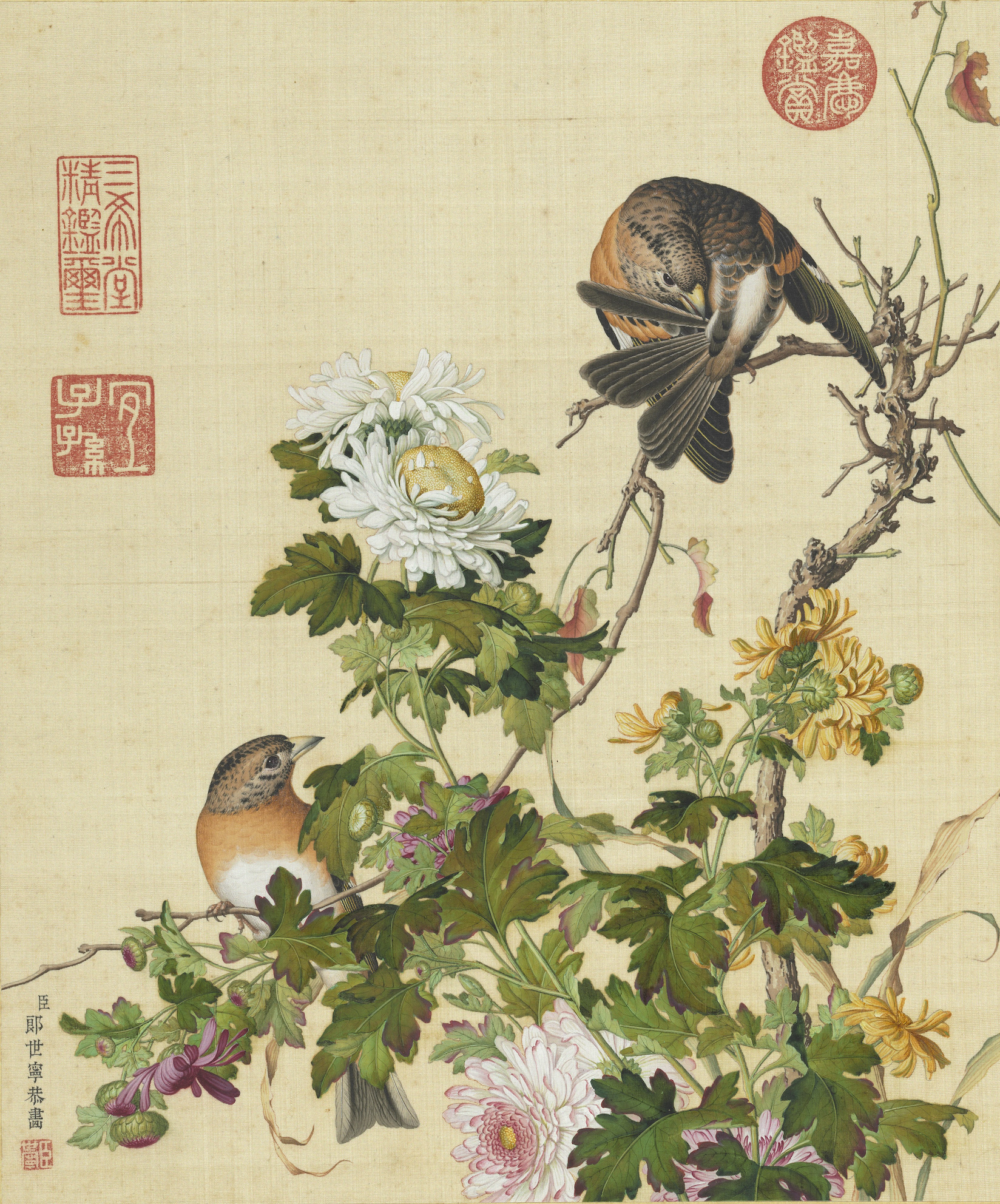
Afbeelding uit Xian'e Changchun-album door Giuseppe Castiglione
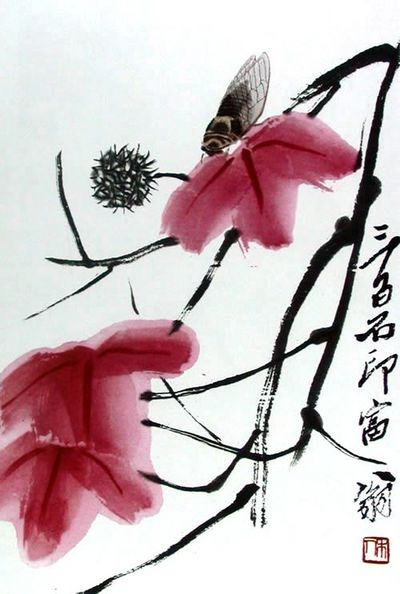
Schilderij met cicade door Qi Baishi
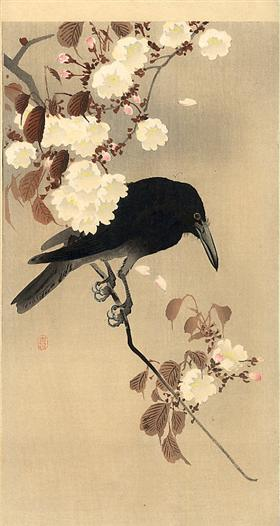
Kraai op een tak kersenbloesem door Ohara Koson (Japan),
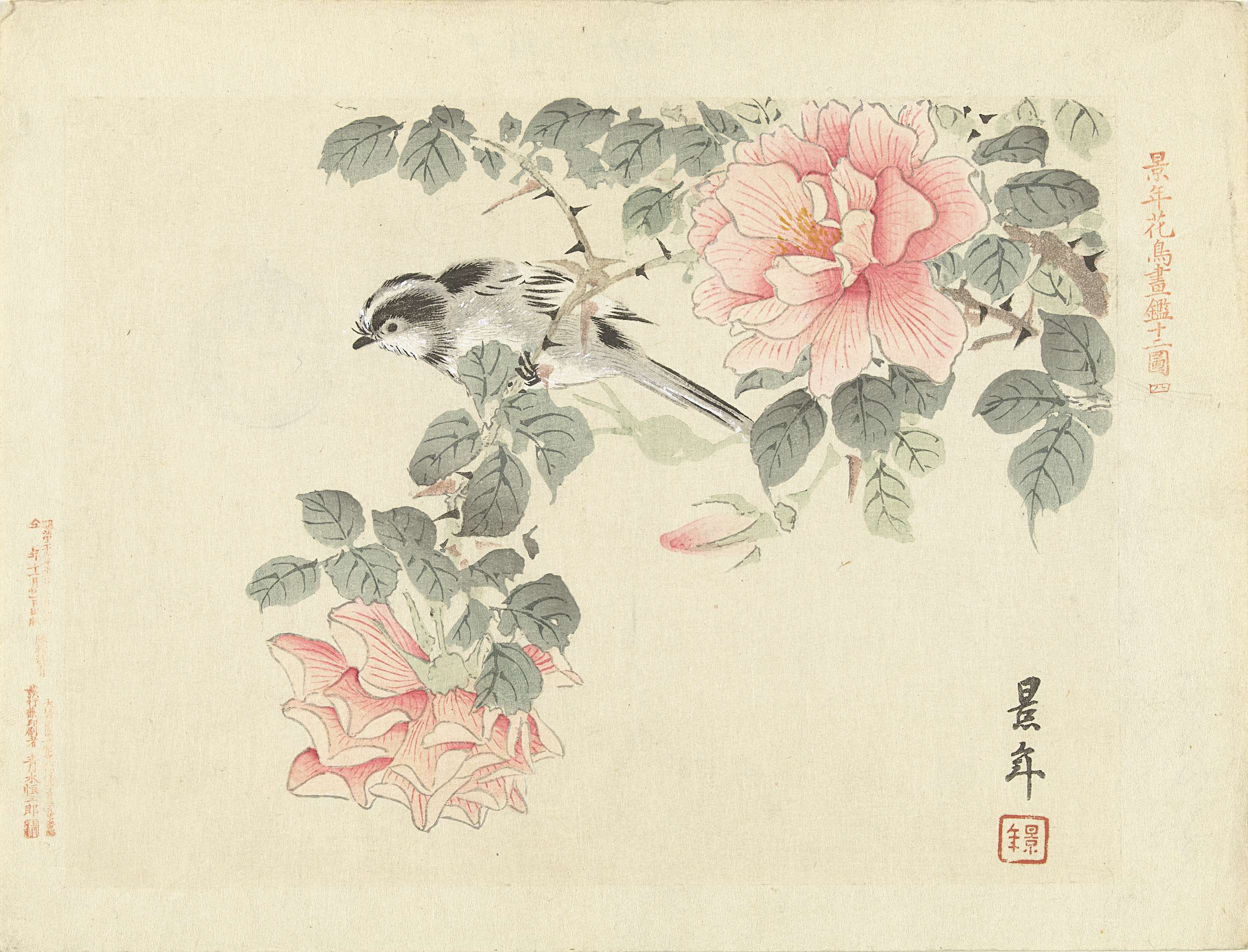
Zwart-wit vogeltje tussen roze rozen door Imao Keinen (Japan)

## Wetenswaardigheden
Vincent van Gogh had een aantal houtsneden met Japanse vogel- en bloemschilderingen en gebruikte die als inspiratiebron voor zijn serie vlinderschilderijen.

## Belangrijke vertegenwoordigers
China
- Huang Quan (ca. 900–965)
- Xu Xi (937–975)
- keizer Song Huizong (1082–1135)
- Qian Xuan (1235–1305)
- Chen Lin (ca. 1260–1320)
- Wang Mian (1287–1359)
- Zhao Yong (1289–ca. 1360)
- Lin Liang (ca. 1424–1500)
- Tang Yin (1470–1524)
- Lü Ji (ca. 1477-?)
- Chen Chun (1483–1544)
- Xu Wei (1521–1593)
- Lan Ying (1585–1664)
- Chen Hongshou (1599–1652)
- Yun Shouping (1633–1690)
- Ju Lian (1828–1904)
- Zhao Zhiqian (1829–1884)
- Ren Bonian (1840–1896)
- Wu Changshuo (1844–1927)
- Qi Baishi (1863–1957)
- Zhang Daqian (1899–1983)[d]

Japan
- Hokusai (1760–1849)
- Hiroshige (1797–1858)
- Imao Keinen (1845–1924)
- Watanabe Shōtei (1851–1918)
- Ohara Koson (1877–1945)
- Hasui (1883–1957)
- Ito Sozan (1884–?)
- Shoko Uemura (1902–2001)